# Katyn (film)
(Un'ex deportata del campo di concentramento di Auschwitz)
Katyn (Katyń) è un film del 2007 diretto da Andrzej Wajda, che narra la vicenda del massacro di 22.000 ufficiali e soldati polacchi trucidati nella foresta di Katyń nel 1940 dall'NKVD per ordine di Stalin. Il padre del regista, Jakub Wajda, fu una delle vittime.

## Trama
17 settembre 1939: l'Armata Rossa invade la Polonia da est. I sovietici, al termine delle ostilità, si spartiscono il Paese con i tedeschi, i quali lo avevano attaccato da ovest il 1º settembre, dando inizio alla seconda guerra mondiale; in base ad accordi intercorsi tra i due paesi occupanti, i tedeschi trattengono i soldati e i sottufficiali, mentre i sovietici, che considerano i prigionieri polacchi come prigionieri di guerra, anche se questi di fatto non hanno praticamente combattuto contro di loro, deportano gli ufficiali in Unione Sovietica.

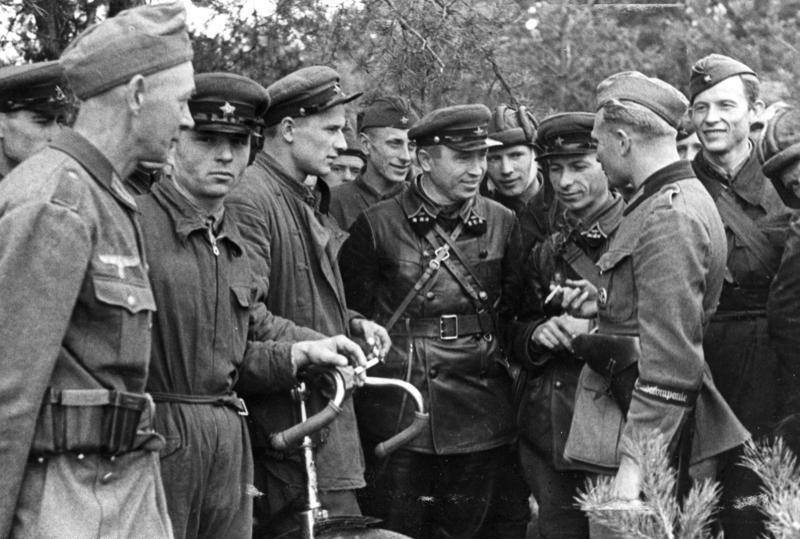
20 settembre 1939, soldati tedeschi insieme a militari dell'Armata Rossa a Brest-Litovsk

Anna, insieme alla piccola figlia, si reca da suo marito Andrzej, un ufficiale di cavalleria che si è arreso insieme ad altri colleghi e attende il proprio destino davanti a una stazione di smistamento dove ufficiali tedeschi e sovietici si incontrano; ella gli chiede di togliersi l'uniforme e di tornare insieme a Cracovia, loro città natale, ma il marito non vuole venire meno al giuramento fatto alla nazione e si avvia insieme a tutti gli altri per salire sul treno diretto verso est con destinazione a loro ignota.
La donna vorrebbe fare ritorno a Cracovia, dove nel frattempo le SS hanno chiuso l'università dove insegna il padre di Andrzej, ma le autorità sovietiche continuano a respingere le sue richieste. Il marito viene intanto trasferito in un campo di concentramento a Kozielsk, dove un generale prigioniero chiede agli ufficiali di resistere, perché su di loro è riposta la speranza della rinascita della Polonia.
Dopo essere stata salvata con la figlia dalla deportazione (in quanto moglie di un ufficiale polacco) da un capitano russo che le propone un matrimonio di facciata per salvarla, Anna riesce a tornare in città nell'aprile del 1940, mentre un altoparlante della propaganda nazista annuncia i risultati delle operazioni contro la Norvegia, e torna a vivere nella casa dei genitori di Andrzej. Il padre di quest'ultimo è stato deportato nel campo di concentramento di Sachsenhausen, a seguito dei rastrellamenti dopo la chiusura dell'università, e lì decede, ufficialmente per un attacco cardiaco. Andrzej cerca di sopportare le difficili condizioni della prigionia, annotando scrupolosamente i nomi degli ufficiali che vengono portati via e dei quali non si hanno più notizie, ma le sue condizioni di salute peggiorano. Jerzy, un tenente suo amico, gli regala un maglione bianco, con il suo nome ricamato sopra, per ripararsi dal freddo. Un giorno anche Andrzej viene caricato su di un treno, dopo avere ricevuto la vaccinazione contro il tifo, dandogli quindi la speranza di essere trasportato in un Paese neutrale.

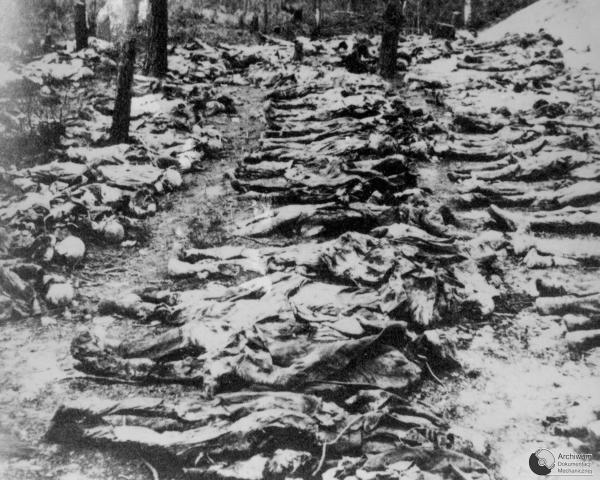
La riesumazione dei corpi degli ufficiali polacchi, uccisi nel massacro di Katyn'

Nell'aprile del 1943, circa due anni dopo che la Wehrmacht ha invaso l'Unione Sovietica, giunge la notizia da parte delle autorità tedesche, che diffondono periodicamente i nomi delle persone delle quali sono stati ritrovati i resti, della morte di Jerzy, e Anna e la suocera continuano a sperare che Andrzej sia ancora vivo, mentre la moglie del generale viene convocata dall'ufficio di propaganda del Reich dove, dopo il ritrovamento di migliaia di ufficiali polacchi uccisi nel massacro di Katyn', le SS le chiedono di registrare una dichiarazione che accusa i sovietici di quanto è accaduto ma ella, diffidando della parola degli occupanti, inizialmente rifiuta ma, dopo che i nazisti le hanno mostrato il filmato del ritrovamento delle salme, accetta, sotto la minaccia di essere deportata a sua volta nel campo di concentramento di Auschwitz.
Il 16 gennaio 1945 la Polonia viene liberata. Un giorno bussa alla porta della moglie del generale la sua vecchia donna di servizio, divenuta dopo la guerra moglie di un prefetto, che le recapita la spada del marito; questo getta la donna nell'angoscia. Qualche tempo dopo Jerzy si reca a casa di Anna per consegnarle delle confetture e le rivela che la notizia della sua morte è frutto di un errore, in quanto Andrzej indossava il maglione con il suo nome al momento in cui è stato trasferito e quindi i resti trovati a Katyn sono quelli del marito. Jerzy, dopo la fine della guerra, è rimasto nel nuovo esercito polacco col grado di maggiore, di fatto agli ordini di Mosca; e, mentre il KGB tenta di addossare la colpa dell'eccidio sui tedeschi, dopo una visita a un medico legale che conserva le prove che l'eccidio è stato perpetrato dai russi, viene preso dai rimorsi per ciò che sa e che non ha il coraggio di rivelare e si suicida.
La giovane Agnieszka, appartenente alla resistenza e sorella di un ufficiale dell'aviazione polacca ucciso a Katyń, riceve da un parroco il rosario che il fratello stringeva nella mano al momento del suo assassinio e chiede ad Anna, che ora lavora in uno studio fotografico, di modificare una fotografia da apporre sulla lapide da dedicare al fratello ed Anna accetta, chiedendole se può fare una copia della foto per tenerla per sé e poco dopo, riceve la visita del giovane Tadeusz, suo nipote, venuto per fare una foto da apporre alla domanda di iscrizione all'accademia di belle arti, iscrizione che tuttavia è condizionata dalla cancellazione, nei suoi dati personali, della specifica che il padre è stato assassinato dai sovietici a Katyń; egli rifiuta ma la direttrice, che il ragazzo ha riconosciuto nella foto accanto al padre vista nello studio di Anna, intende ammetterlo ugualmente.

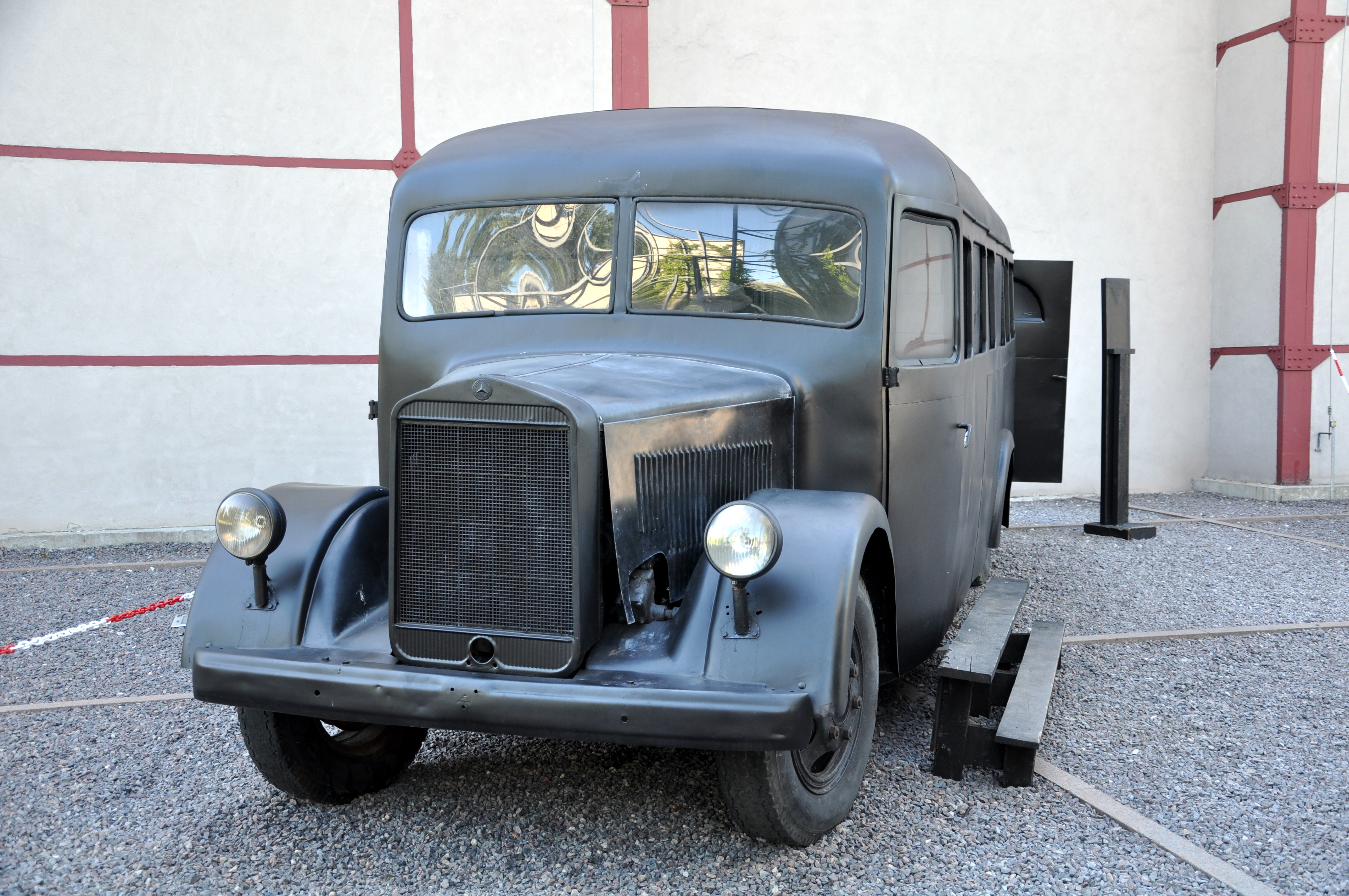
Il cellulare Mercedes, utilizzato dall'NKVD per il trasporto dei prigionieri polacchi a Katyn'

Tadeusz, all'oscuro delle intenzioni della direttrice, esce amareggiato dall'istituto e strappa dal muro un manifesto di propaganda dell'Armata Rossa; i militari lo vedono e lo inseguono ma viene momentaneamente salvato da Ewa, la figlia del generale. Una volta che i due giovani si sono lasciati, viene riconosciuto da due guardie e, mentre il giovane cerca di scappare, viene investito da una jeep morendo sul colpo. Agnieszka nel frattempo, per trovare il denaro necessario a pagare la lapide del fratello, si fa tagliare i capelli per venderli a un teatro dove recitano alcune reduci di Auschwitz che, a causa della alopecia causata dai rigori della detenzione, sono costrette a lavorare con indosso delle parrucche. Una volta che la lapide viene portata al cimitero, però, ella scopre che il parroco è stato arrestato la sera prima, in quanto presente al momento del ritrovamento delle salme a Katyń, e il giovane sostituto, vedendo che sulla lapide appare scritto "ucciso a Katyń nel 1940", sottintendendo la responsabilità sovietica, si rifiuta di apporla all'interno della chiesa. La giovane decide allora di apporla sulla tomba di famiglia, nonostante venga messa in guardia dalla direttrice della scuola, sua sorella, ma, prima che possa farlo, viene arrestata e, poiché durante l'interrogatorio si rifiuta di firmare un documento che accusa i tedeschi del massacro, viene rinchiusa e presumibilmente uccisa, mentre la lapide viene distrutta.
Un giorno bussa alla porta di Anna una collega del medico legale contattato tempo prima da Jerzy, questa le recapita una busta contenente un oggetto appartenuto al coniuge, informandola nel contempo del suicidio del maggiore amico del marito. Nella busta c'è il taccuino di Andrzej dove è annotato quanto accaduto da quando gli ufficiali, nei primi giorni di aprile del 1940, sono stati trasferiti da Kozielsk per essere trasportati a Smolensk, in Unione Sovietica; la voce narrante del marito accompagna i suoi ultimi momenti, insieme a quelli del generale e del fratello di Agnieszka, quando egli annota il suo trasporto su di un cellulare, dapprima dalla stazione a un luogo dove vengono tolti agli ufficiali gli ultimi oggetti di proprietà, e successivamente in una zona imprecisata all'interno di una foresta, e i suoi appunti terminano l'8 aprile, mentre, senza commento, scorrono le immagini della loro fine.

## Corrispondenza con il fatto storico
Il diario che ricostruisce gli avvenimenti giorno per giorno non è un espediente narrativo, ma corrisponde parola per parola al diario del maggiore Adam Solski, trovato nel 1943 dai tedeschi addosso ad uno degli ufficiali fucilati a Katyń.

## Distribuzione

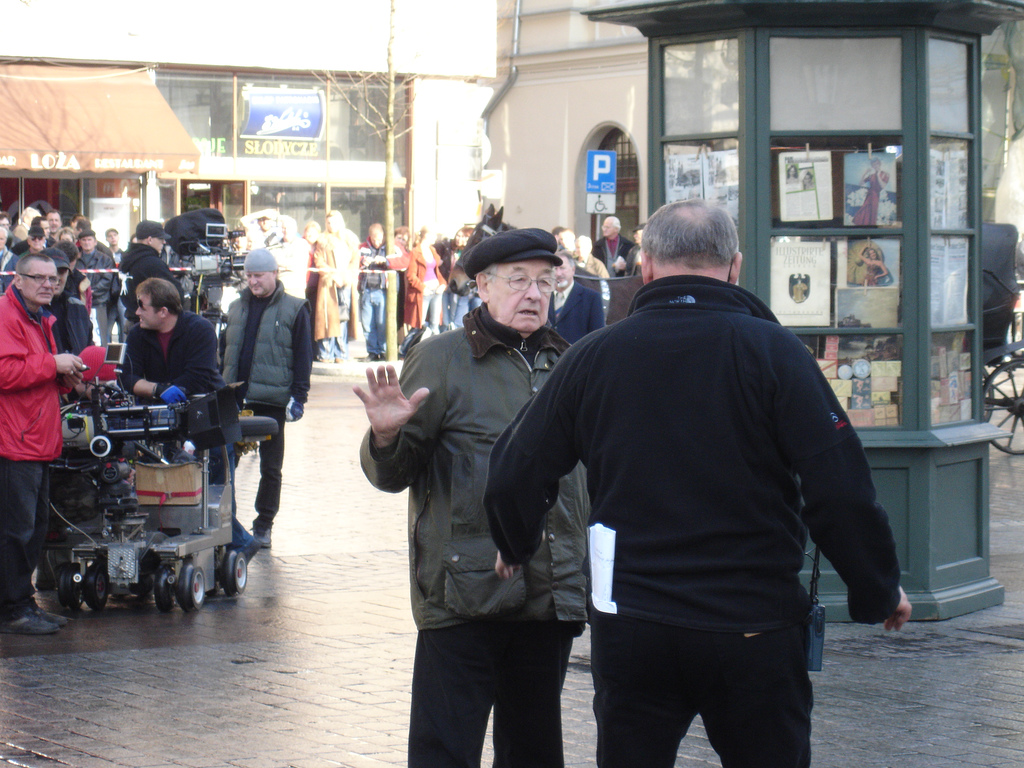
Il regista Andrzej Wajda durante le riprese del film

Il film ha riscosso un grande successo in Polonia, dove è stato visto da circa tre milioni di spettatori. I diritti per la distribuzione per l'estero sono stati assegnati alla televisione di stato polacca, che, secondo Andrzej Wajda, "non ha fatto nulla perché il film avesse una circolazione dignitosa: lo ritengono un film scomodo e non hanno voluto spingerlo".
La prima proiezione in Italia è avvenuta nel novembre 2008 al Torino Film Festival, dove il film, selezionato dall'allora direttore Nanni Moretti, è stato presentato fuori concorso. Distribuito in Italia nella primavera 2009, il film è stato stampato in 12 copie ed è stato proiettato in altrettante città La distribuzione in DVD in home video è stata curata da Movimento Film, che lo ha reso disponibile a noleggio dal 24 giugno 2009.
In Russia è stato censurato sin dall'uscita nel 2007, tanto da non essere reperibile neanche sul mercato pirata. Il bando è stato tolto solo nel 2010 ed il 2 aprile il film è stato trasmesso per la prima volta, dal canale «Kultura» della televisione nazionale. Alla proiezione è seguito un dibattito in diretta, cui ha partecipato, tra gli altri, il regista Nikita Michalkov.
Il 4 settembre 2009 il film è stato proiettato nell'ambito della Mostra internazionale d'arte cinematografica di Venezia come evento speciale, e in contemporanea è stato mandato in onda dalla rete satellitare Sky Cinema 1. Il 17 aprile 2010 il film è stato trasmesso da Rai 3. Il 20 aprile 2011 il film è stato trasmesso dal canale culturale franco-tedesco Arte.

## Riconoscimenti
- Golden Globe
- Nomination Oscar al miglior film straniero 2008
- European Film Awards 2008: Prix d'excellence per i costumi